# Vaca de Sent Gironç i de l'Aura
A la Vall d'Aran hi hauria hagut la Vaca de Sent Gironç i de l'Aura, també anomenada Vaca del Pirineu Central. Les relacions ancestrals entre la Vall d'Aran i la Gascunya fan pensar en la possibilitat de ramificacions locals de races occitanes, sense arribar a tindre una raça pròpiament indígena.

## Descripció
Sansón la descriu així:
- Cap fort.
- Gran papada.
- Musell de color negre.
- Punta de les banyes de color negre.
- En el brau: fons de la bossa testicular i voltant de l'anus de color negres ("cúpula").[3]
- En la vaca: llavis de la vulva, negres ("escarapel·la").
- Capa sovint ennegrida al cap, coll i extremitats, en els braus.
- Ratlla dorsal més clara.
- Pes inferior als 890 kg.
- Alçada al carenar: 118-120 cm.
- Pes viu: de 300 quilos (vaca) a 425 quilos (brau).
- Banyes en lira molt oberta, inclinat cap avall i enrere.
- Capa castanya, més clara en els animals de la plana i més enfosquida en els de muntanya.

Cal suposar aquesta raça com un ecotip de la Gascona (alçada al carenar de 135 cm, perfil cefàlic recte, capa uniformement grisa, pell del braguer amb pèls, mugrons voluminosos, unglots i mucoses negres...). Però se'n diferenciava per tindre l'alçada més petita i ésser més lletera (atès el clima més sec i el seu règimen pastoral diferent).
L'entrada de bestiar occità en territori aranès no té res d'estrany. Cal pensar que l'aspecte fonamental de l'activitat ramadera aranesa era l'arrendament a bestiar forà de les grans zones de pastures disponibles i no aprofitables pels veïns. Hi acudien molts ramats tant de la banda aragonesa i catalana com de l'Arieja. Un tractat hispanofrancès de 1863, per exemple, fa constar una sèrie d'intercanvis recíprocs de dret de pasturatge de bestiar aranès en terrenys occitans limítrofs, i de bestiar francès en terrenys de l'Aran, així com franquesa de pastors i de bestiar.
Durant el primer terç del segle xx, aquesta vaca ja estava molt encreuada, i és possible que s'extingís pel mestissatge amb altres races -sobretot amb la Gascona.